# 水野元朝
水野 元朝（みずの もととも）は、江戸時代前期から中期にかけての旗本。上野国安中藩の世嗣。

## 略歴
安中藩2代藩主・水野元知の長男。母は水野忠善の娘。
寛文7年（1667年）、父・忠知が狂気により改易されたため、2000石の領地を与えられる。元文2年（1737年）、73歳で没した。その後、水野家は2000石の旗本として存続した。

## 系譜
- 父：水野元知（1644-1680）
- 母：水野忠善娘
- 正室：宮石松平正勝娘
- 継室：宮石松平正勝娘